# Salix daphnoides
Espèce
Classification APG III (2009)
Salix daphnoides, le saule faux daphné (ou encore saule pruineux, saule noir), est une espèce de plantes à fleurs de la famille des salicaceae. C'est un arbre atteignant 15 m de haut, présent en Europe.

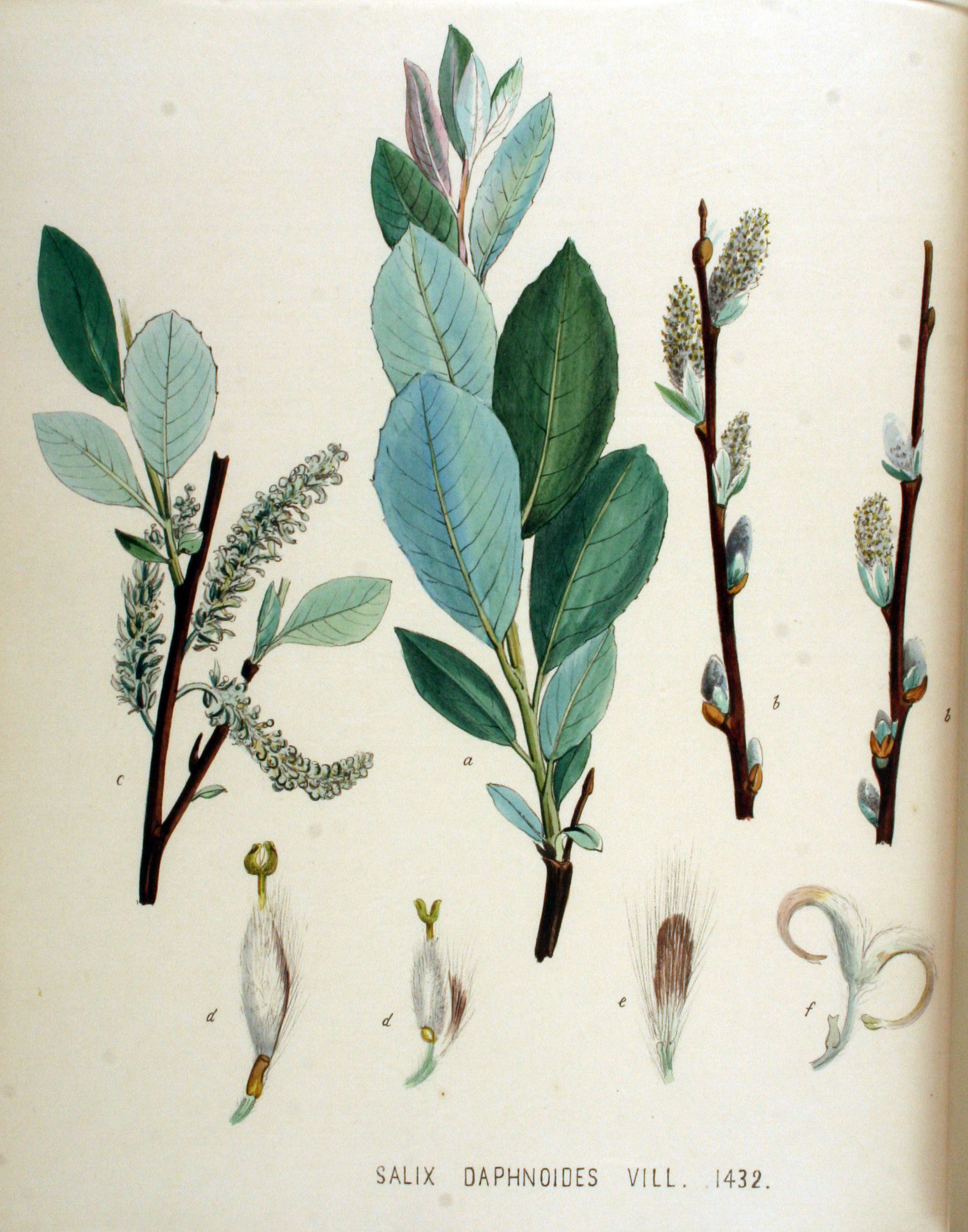

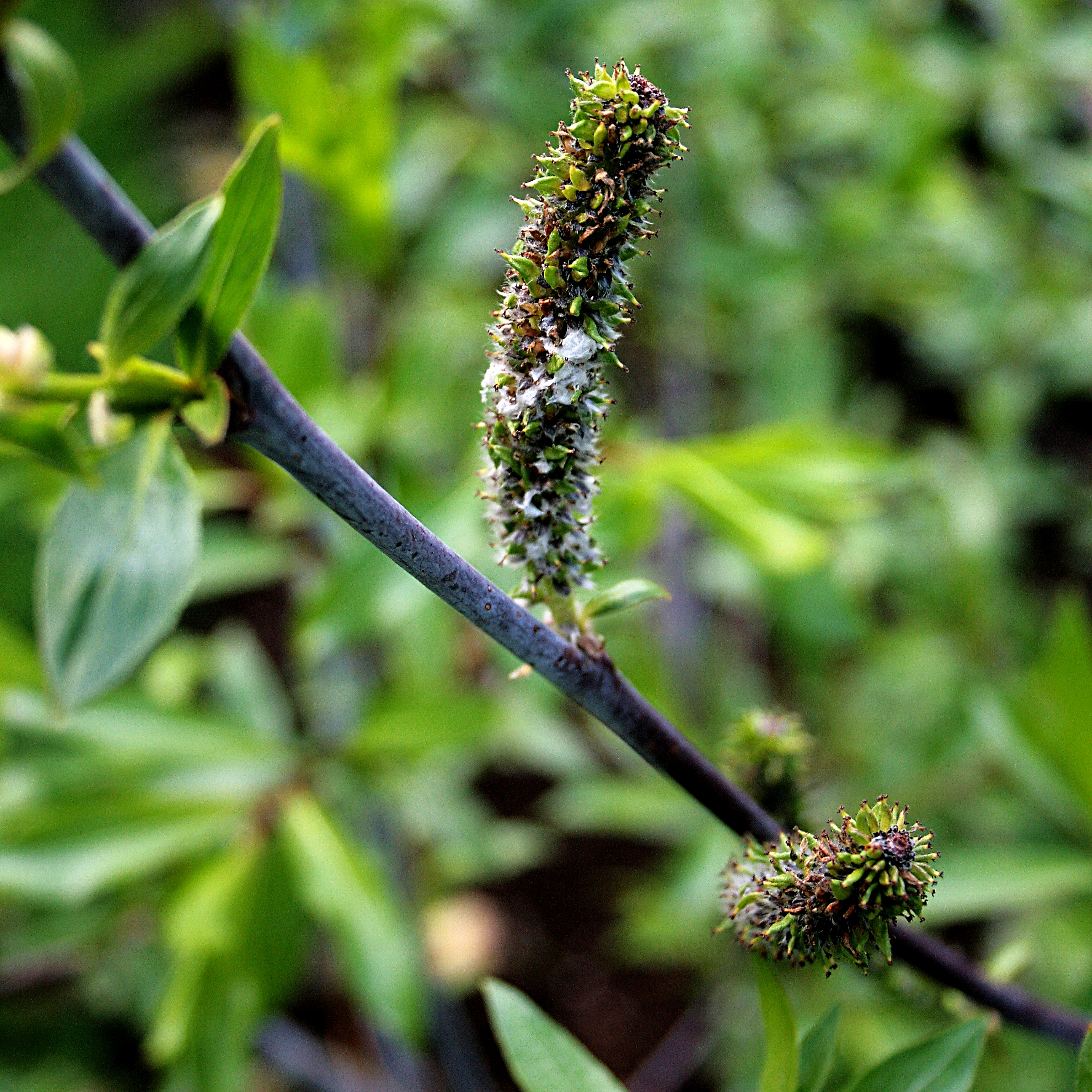

## Description
L'écorce du tronc de Salix daphnoides est grise, avec des fissures longitudinales. Les feuilles sont alternes, lancéolées, finement dentées, de 4 à 10 cm de long et de largeur égale à 2,5 cm. Seules les jeunes feuilles sont légèrement velues mais deviennent rapidement glabres avec l'âge. Leur dessus est vert sombre avec un aspect brillant, tandis que le dessous est gris verdâtre à bleuté. Les chatons mesurent de 2 à 5 cm de long. La floraison se produit de mai à juillet.

## Distribution
Salix daphnoides se rencontre dans toute l'Europe jusqu'à l'étage subalpin. L'espèce préfère les sols humides, riches, apprécie le gravier et le sable des cours d'eau et des terres inondables, surtout en montagne.

## Taxonomie
Salix daphnoides est décrite par Dominique Villars et publiée dans Prospectus de l'Histoire des Plantes de Dauphiné 51, en  1779.
Étymologie
Salix, nom générique latin du saule.
daphnoides : épithète latin qui signifie semblable  à Daphné.
Synonymie
- Salix aglaja K.Koch
- Salix bigemmis Hoffm.
- Salix cinerea Willd.
- Salix erdingeri A.Kern.
- Salix jaspidea K.Koch
- Salix koernickei Andersson
- Salix pomeranica Willd. ex Link
- Salix praecox Hoppe ex Willd.
- Salix pruinosa H.L. Wendl. ex Rchb.
- Salix pulchra Wimm. & Krause
- Salix reuteri Moretti
- Salix violacea G.Anderson ex Sm.
- Salix wimmeri A.Kern[4].